# Koyaanisqatsi
Koyaanisqatsi: Life out of Balance is een documentaire uit 1982 van regisseur Godfrey Reggio met muziek van Philip Glass. Er is geen gesproken tekst in de film en de vertraging en versnelling in beeld en muziek hebben een hypnotiserend effect.
In de taal van de Hopi-indianen staat koyaanisqatsi voor "leven in gekte, leven in onrust, leven in onbalans, leven in desintegratie, een manier van leven die vraagt om een andere manier van leven".
De film is de eerste in de Qatsi-trilogie. Deze bestaat verder uit 'Powaqqatsi' (1988) en 'Naqoyqatsi' (2002). De trilogie geeft verschillende aspecten van de relatie tussen mens, natuur en technologie weer.
Koyaanisqatsi is de bekendste film van de trilogie en wordt beschouwd als een cultfilm. Vanwege een auteursrechtenkwestie was de film enige tijd niet in de handel.